# Chromatomyia pseudogentii
Chromatomyia pseudogentii este o specie de muște din genul Chromatomyia, familia Agromyzidae, descrisă de Beiger în anul 1972.
Este endemică în Polonia. Conform Catalogue of Life specia Chromatomyia pseudogentii nu are subspecii cunoscute.